# فوي درابر
فوي درابر (بالإنجليزية: Foy Draper)‏ هو منافس ألعاب قوى أمريكي، ولد في 26 نوفمبر 1911 في جورجتاون في الولايات المتحدة، وتوفي في 1 فبراير 1943 في القصرين في تونس.

## وصلات خارجية
- فوي درابر على موقع أوليمبيديا (الإنجليزية)